# Vulkapordány vasútállomás
Vulkapordány vasútállomás (németül: Bahnhof Wulkaprodersdorf) egy burgenlandi vasútállomás, Vulkapordány településen, melyet a GYSEV üzemeltet.

## Vasútvonalak
Az állomást az alábbi vasútvonalak érintik:
- Pándorfalu–Vulkapordány-vasútvonal
- Sopron–Ebenfurt-vasútvonal

## Kapcsolódó állomások
A vasútállomáshoz az alábbi állomások vannak a legközelebb:
- Szárazvám vasútállomás (Bahnhof Ebenfurth, Sopron–Ebenfurt-vasútvonal)
- Darufalva megállóhely (Sopron vasútállomás, Sopron–Ebenfurt-vasútvonal)
- Vulkapordány megálló megállóhely (Pándorfalu község megállóhely, Pándorfalu–Vulkapordány-vasútvonal)

## Forgalom
| Járat                               | Útvonal | Gyakoriság   |
| ----------------------------------- | --- | ------------ |
| személyvonat (Regionalexpress/REX6) | Wien Hauptbahnhof (Bécs) – Wien Meidling – Bahnhof Ebreichsdorf – Bahnhof Ebenfurth – Neufeld an der Leitha (Lajtaújfalu) – Müllendorf (Szárazvám) – Wulkaprodersdorf (Vulkapordány) – Drassburg (Darufalva) – Baumgarten-Schattendorf (Sopronkertes-Somfalva) – Sopron – Deutschkreutz (Sopronkeresztúr) | 1-4 óránként |